# ビタミンM (ラジオ番組)
ビタミンM（びたみんえむ）とは坂本真綾がパーソナリティを務めるラジオ番組である。

## 概要
- 2002年4月2日からbayfmでスタートした坂本真綾のレギュラープログラムである。その後、放送時間の変更などを経て今に至る。タイトルの「ビタミンM」のMとは、真綾の頭文字（Maaya）のMであり、葉酸（ビタミンMの別名）とは関係ない。
- 2019年8月2日、番組900回になる。
- 2021年7月2日、番組放送1000回を迎えた記念に、今まで番組テーマソングを作ってないとして、「千里道」作詞・作曲・歌：坂本真綾、編曲：扇谷研人(bayfmでオンエア)、「いつか旅に出る日」作詞・作曲・歌：坂本真綾、ピアノ： 扇谷研人を(YouTubeのみ限定)した。販売などは未定。自身の持っているyoutubeチャンネルにて、同日放送分を【期間限定配信】坂本真綾 作詞作曲。ビタミンM 1000回記念ソングも！にてONエアーの未放送一部分を加え公開。
- 基本的には坂本のモノローグ（1人語り）であり、ゲストが出演するのはごくまれな機会だけである（後述）。
- 2023年6月23日深夜（6月24日未明）は坂本が声帯炎によりドクターストップとなったため、1103回目にして番組史上初めて休演となり、ピンチヒッターとして千菅春香が、坂本に対する励ましのお便りを放送した。当初はこの1回限定の予定（収録・6月20日。この段階では大阪公演の延期が決まっていた）だったが、2日後の6月22日に東京公演も延期されることが決まり、静養にさらなる時間が必要になったため、6月30日深夜（7月1日未明）[1]の放送も引き続き千菅がピンチヒッターを務めることになった。坂本は7月7日深夜（7月8日未明）から復帰した。

## 放送時間（日本時間）
- bayfm

毎週火曜日 24:15 - 24:42 （2002年4月2日- 2003年3月25日）
毎週火曜日 24:30 - 24:57 （2003年3月25日 - 2009年3月）
毎週金曜日 25:30 - 25:57 （2009年4月- ）
実時間はそれぞれ翌日未明。
- 2009年11月27日（400回放送）から、ストリーミング放送で聴ける様になった。

## コーナー
放送では大きく3つのパートに分かれ、その合間に楽曲を挟み込む形をとっているが、クリスマスやスペシャルゲストが登場する回など一部の週の例外を除き、原則として坂本自身の楽曲、または坂本が出演した舞台や、アニメ・外国映画（吹き替え）作品関係のテーマソングなどに概ね限定して選曲している。

### アバンタイトル
番組の冒頭は大抵は番組後半の時と同じように普通のお便りや番組・坂本が最近発売した楽曲・著書・出演したコンサートや舞台などの感想文の紹介が行われ、これでビタミンMが始まる。

### 月間テーマ
基本は番組の前半部だが週によっては後半にまたぐ場合もある。毎月1ヶ月単位（まれに2か月に延長する場合もある）で替わるテーマを坂本が出題し、それに沿ったお便り・メールを紹介する。原則1テーマであるが、2022年9月分は「最近悩んでいること」と「最近沼にハマっているもの」の2つのお題を同時に募集した。なお第1週は原則としてそのお題についての坂本の所感を述べている。

### 番組後半
番組の後半は概ね2つのコーナーがあるが、坂本の最近の活動報告や最近発表された楽曲・著書の収録裏話、またそれらに関連したリスナーからの感想文の紹介、さらにはお題に関係のない普通のお便りや番組の感想文を紹介するコーナーとなるときもある。また時間の関係で月間テーマコーナーの延長戦に充てる場合もある（2022年1・2月の月間テーマコーナーのお題となった「フリー」、あるいは2020年の新型コロナウィルス第1波による、全国的な緊急事態宣言などにより、坂本が千葉のスタジオに来れず、自宅からのオンライン出演になったときの数か月も特定テーマを定めなかった時のように、全編が普通のお便りコーナーに事実上充てられた場合もあった）。

#### 教えてマーヤ！
坂本に聞いてみたいキーワードを送り、それに答えるコーナー。 

#### 近況メール
リスナーの近況報告を紹介する。

#### ゲスト・コメントコーナー
不定期で坂本の楽曲に関係した作詞・作曲家・歌手らが番組あてにコメントゲストとして登場することもあるが、スタジオでのゲスト出演はまれにしか行われない。2022年3月25日（3月26日未明）の堀江由衣や、2022年6月24日と7月1日（6月25日・7月2日未明）には番組としては珍しく2週連続で、冨田ラボがそれぞれゲストコーナーとしてスタジオに出演して、坂本との対談を行った時の模様が放送された。スタジオでのゲストコーナーが放送される場合、前半の「月間テーマ」に対するお便りの紹介が割愛、ないしは通常より少なめに放送される場合もある。